# Bobby Grim
Robert Harold Grim, detto Bobby (Coal City, 4 settembre 1924 – Indianapolis, 14 giugno 1995), è stato un pilota automobilistico statunitense.
Prese parte a 9 edizioni consecutive della 500 Miglia di Indianapolis, dal 1959 al 1968. Il miglior piazzamento è stato un 10º posto nella sua ultima partecipazione.
Nel 1960 conquistò la sua unica vittoria nel Campionato Champ Car alla 100 Miglia di Syracuse.
Morì nel 1995 a causa di un cancro; dopo i funerali, il suo corpo venne cremato.
Tra il 1950 e il 1960 la 500 Miglia faceva parte del Campionato Mondiale, e per questo motivo Grim ha all'attivo 2 Gran Premi di Formula 1.

## Risultati in Formula 1
| 1959 | Scuderia           | Vettura           |  |     |  |  |  |  |  |  |  |  |  | Punti | Pos. |
| ---- | ------------------ | ----------------- |  | --- |  |  |  |  |  |  |  |  |  | ----- | ---- |
| 1959 | Sumar/Chapman Root | Kurtis Kraft 500G |  | Rit |  |  |  |  |  |  |  |  |  | 0     |      |

| 1960 | Scuderia          | Vettura   |  |  |    |  |  |  |  |  |  |  |  | Punti | Pos. |
| ---- | ----------------- | --------- |  |  | -- |  |  |  |  |  |  |  |  | ----- | ---- |
| 1960 | William P. Forbes | Meskowski |  |  | 16 |  |  |  |  |  |  |  |  | 0     |      |

| Legenda | 1º posto     | 2º posto | 3º posto    | A punti         | Senza punti/Non class.  | Grassetto – Pole position Corsivo – Giro più veloce |
| Legenda | Squalificato | Ritirato | Non partito | Non qualificato | Solo prove/Terzo pilota | Grassetto – Pole position Corsivo – Giro più veloce |